# Paul Bew
Paul Anthony Elliott Bew, baron Bew (né le 22 janvier 1950), est un historien britannique d'Irlande du Nord et pair à vie. Il travaille à l'Université Queen's de Belfast depuis 1979 et est actuellement professeur de politique irlandaise, poste qu'il occupe depuis 1991.

## Carrière universitaire
Bew est né à Belfast. Il fréquente le Campbell College de Belfast avant d'étudier pour son BA et son doctorat au Pembroke College de Cambridge. Son premier livre, Land and the National Question in Ireland, 1858-1882, est une étude révisionniste qui remet en question l'historiographie nationaliste en examinant le conflit entre propriétaires fonciers et locataires ainsi que le conflit entre grands et petits locataires. Son troisième livre, une courte étude sur Charles Stewart Parnell, conteste certains des arguments de la biographie primée de Parnell par FSL Lyons, bien que Lyons, l'un des « doyens » de l'histoire irlandaise moderne, ait reconnu les arguments du jeune historien en déclarant que "Rien d'écrit par le Dr Bew n'est sans intérêt". La thèse centrale de Bew est que Parnell est une figure fondamentalement conservatrice dont le but est d'assurer une position continue de leadership à la gentry protestante dans une Irlande autonome.
En 2007, Oxford University Press publie le livre de Bew Ireland: The Politics of Enmity 1789-2006, qui fait partie de la série Oxford History of Modern Europe. Le livre reçoit des critiques positives ,.
Bew est conseiller historique de la Bloody Sunday Inquiry entre 1998 et 2001 .
Bew est également impliqué dans le projet du Boston College d'enregistrer des interviews d'anciens participants aux « Troubles » irlandais, notamment d'anciens paramilitaires républicains et loyalistes . En 2014, Gerry Adams critique la gestion par Bew du projet du Boston College, ainsi que le journaliste Ed Moloney et l'ancien volontaire de l'IRA Anthony McIntyre ,. Adams affirme que Bew a délibérément choisi Moloney et McIntyre parce qu'ils ne sont pas amicaux envers Adams ,. Bew exprime ses regrets quant à la fermeture du projet et déclare que d'autres projets d'histoire orale des Troubles sont désormais « sous un nuage » .

## Implication politique
La position politique de Bew a changé au fil des ans. Dans une interview en 2004 pour The Guardian, il déclare que "Alors que mon langage est plus manifestement de gauche dans les années 1970 qu'aujourd'hui, cette sympathie a toujours été là" . Dans sa jeunesse, Bew participe aux marches de la démocratie populaire. Bew est brièvement membre d'un groupe appelé British and Irish Communist Organization, qui défend la théorie des deux nations d'Irlande du Nord . Bew est également membre du Parti des travailleurs d'Irlande, alors connu sous le nom officiel du Sinn Féin .
De 1991 à 1993, il est président de l'Association irlandaise pour les relations culturelles, économiques et sociales.
Plus tard, Bew est conseiller de David Trimble . Trimble et Bew sont tous deux signataires de la déclaration de principes de la Henry Jackson Society  qui est une organisation néoconservatrice 
Les contributions de Bew au processus de l'Accord du Vendredi Saint sont reconnues par une nomination à la Chambre des lords comme pair à vie en février 2007 . Il est créé baron Bew, de Donegore dans le comté d'Antrim le 26 mars 2007, et siège en tant que crossbencher.
Lord Bew est nommé président du Comité des normes dans la vie publique, un organisme public consultatif non ministériel du gouvernement du Royaume-Uni, le 1er septembre 2013. Son mandat prend fin le 31 août 2018 . En octobre 2018, il est nommé président de la House of Lords Appointments Commission pour un mandat de cinq ans commençant le 1er novembre 2018 .

## Vie privée
Bew est marié à Greta Jones, professeur d'histoire à l'université d'Ulster, avec qui il a un fils, John Bew, qui est professeur d'histoire au Department of War Studies du King's College de Londres .